# Experiences (film 1981)
Experiences (Manhattan Mistress) è un film erotico del 1981, diretto dal regista Joe Davian.